# Ремизов, Алексей Михайлович
Алексе́й Миха́йлович Ре́мизов (24 июня (6 июля) 1877, Москва — 26 ноября 1957, Париж) — русский писатель, художник, каллиграф. Один из наиболее ярких стилистов в русской литературе. Один из виднейших представителей русского модернизма (часто причисляем к символистскому направлению).

## Биография

### Первые годы
Родился в московской купеческой семье (семья проживала в Москве в Малом Толмачёвском переулке). Мать писателя Мария Александровна Найдёнова была сестрой известного промышленника и общественного деятеля Н. А. Найдёнова (1834—1905). Старший брат писателя — Николай Михайлович Ремизов был московским присяжным поверенным. Его троюродная сестра Мария Васильевна Ремизова — мать русского ботаника Константина Пангало.
В своей Автобиографии 1912 года Ремизов писал:
Я, Алексей Михайлович Ремизов, ратник ополчения 2-го разряда, почетный гражданин. Родился я в 1877 году 24 июня в Москве в Замоскворечье. Отец мой Михаил Алексеевич Ремизов — московский 2-й гильдии купец; торговля отца — большая галантерея. Моя мать Мария Александровна Ремизова, урождённая Найдёнова, из знаменитой купеческой семьи Найдёновых. Предки мои по отцу Ремизовы — тульские, из города Венёва; предки по матери Найдёновы — владимирские, из села Батыева Суздальского уезда.
С детских лет Алексей Ремизов был большим выдумщиком и фантазёром. В возрасте семи лет он записал со слов няни рассказ о пожаре в деревне — это был его первый реалистический рассказ. Позднее работа с «чужим словом» трансформировалась в особую авторскую манеру — творчество «по материалу». Тогда же он решил стать писателем.
В 1895 году Алексей Ремизов окончил Московское Александровское коммерческое училище и поступил на физико-математический факультет Московского университета. Студентом был по ошибке арестован за сопротивление полиции во время демонстрации и на 6 лет сослан на север России (Пенза, Вологда, Усть-Сысольск).

### В ссылках
В пензенской ссылке Ремизов познакомился со Вс. Э. Мейерхольдом, который стал его другом на всю жизнь. Ремизов впервые познакомил Мейерхольда с Марксом, Каутским, Плехановым, с популярной в те годы «Историей французской революции» Минье.
Мейерхольд впоследствии вспоминал: «Сосланный в Пензу по политическому делу А. Ремизов отнёсся ко мне с особенным вниманием. Он вовлекает меня в работу по изучению Маркса. И через него рабочих организаций. Принимаю участие в составлении устава рабочей кассы. Принимаю участие в закрытой вечеринке на окраине города для этой кассы». На этой вечеринке, по совету Ремизова, Мейерхольд прочёл отрывок из Глеба Успенского.
Попав в ссылку в 1901 году в г. Усть-Сысольск Вологодской губернии, познакомился с искровцем Ф. И. Щеколдиным, который взял его под своё покровительство. Из воспоминаний А. М. Ремизова о своей ссылке: «Приютил Фёдор Иванович Щеколдин, староста и казначей, старейший из ссыльных, учитель, подобие Варлаама индийского…»
В 1903 году женился на С. П. Ремизовой-Довгелло.
В ссылке в Вологде Ремизов познакомился с широким кругом социалистов (А. А. Богданов, А. В. Луначарский, Н. А. Бердяев, П. Е. Щёголев, П. П. Румянцев, Б. В. Савинков и другие). Этот этап своей жизни Ремизов описал в романе «Иверень», главы «Розовые лягушки» и «Северные Афины».

### В Петербурге
Вернувшись из ссылки в 1905 году в Санкт-Петербург, Ремизов начал активную литературную деятельность: публикуются его сказки и легенды («Лимонарь, сиречь: Луг духовный», «Посолонь», «Докука и балагурье», «Николины притчи»), роман («Пруд») и повести («Часы», «Пятая язва»), драматургические произведения в духе средневековых мистерий («Трагедия о Иуде, принце Искариотском», «Бесовское действо», «Царь Максимилиан»; в 1908 г. в театре Веры Комиссаржевской представлено «Бесовское действо»). Писателя причисляли к символизму (и более широко — модернизму), хотя сам Ремизов не считал себя символистом. Ближайшим другом писателя был вичужанин Фёдор Иванович Щеколдин (1870—1919), один из основателей РСДРП, писатель. Он стал героем рассказа Ремизова «Семь бесов».
Ремизов был Верховным магистром придуманной им шутейной «Обезьяньей палаты». В качестве хобби он собирал сучки и коренья необычной формы — этих «чертяг» он развешивал по квартире и придумывал им странные имена.

### В годы революции

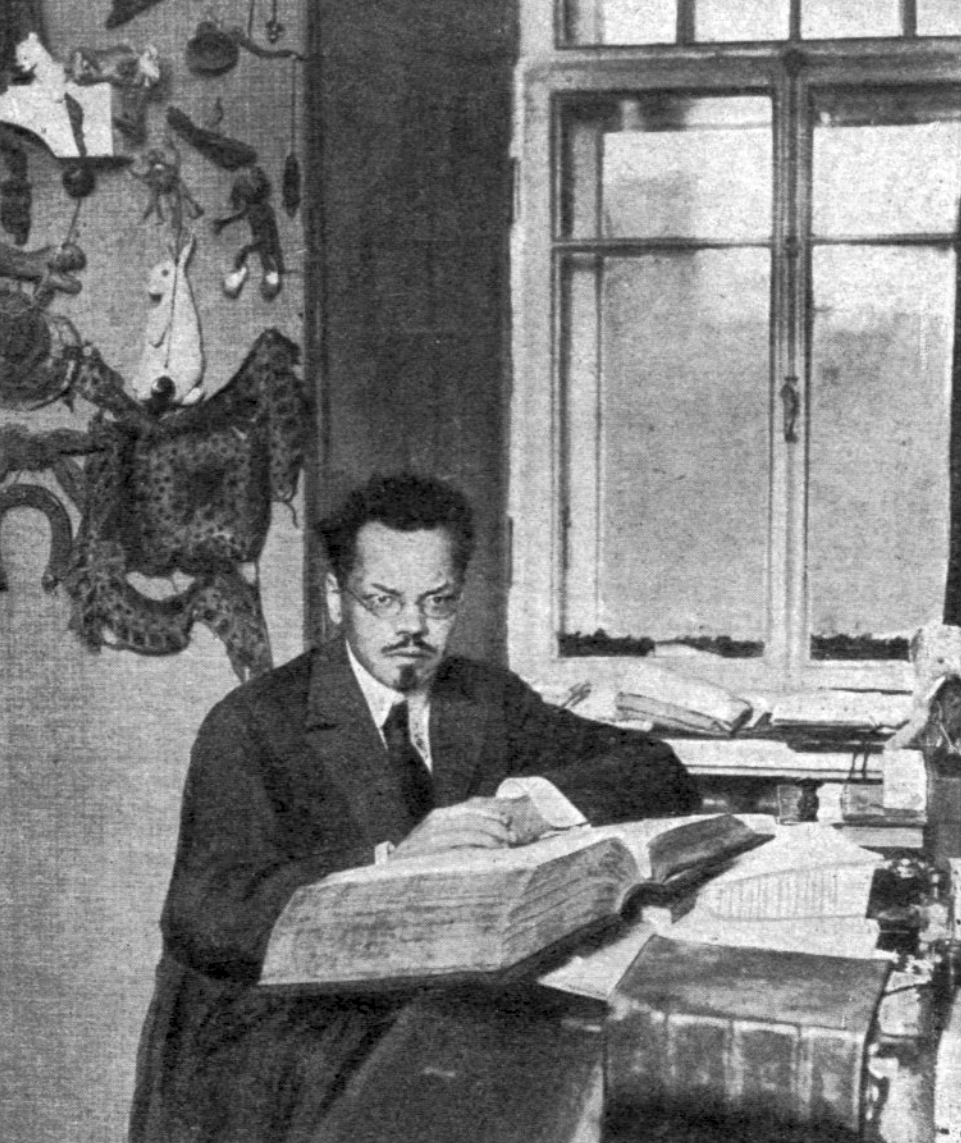
А. М. Ремизов за рабочим столом

В годы революции и последующие годы военного коммунизма Ремизов оставался в Петрограде, хотя политически был настроен антибольшевистски (сам он был близок к кругам эсеров). Летом 1921 года Ремизов выехал на лечение в Германию — «временно», как верил писатель, однако вернуться обратно ему было не суждено.
Мы все рождаемся в мире, чтобы нас ласкала царевна Мымра, но всех нас пожирает зловонная змея Скарапея, — таков грустный смысл ремизовских книг.
Несмотря на то, что Ремизов в  1917–1921 гг. под псевдонимами занимался антибольшевистской публицистикой, Луначарский по старой дружбе не раз помогал Ремизову в житейских делах, вызволял его из ЧК и способствовал даче разрешения на выезд за границу.

### В эмиграции
В ноябре 1923 года Ремизов переехал, в связи с экономическим кризисом, из Берлина в Париж, в котором провёл всю свою оставшуюся жизнь. В эмиграции Ремизов продолжал много писать (наиболее известными стали его художественные воспоминания о жизни в Петербурге и революции — «Взвихрённая Русь», и «Подстриженными глазами»), однако печататься становилось с каждым годом труднее. Ремизов участвовал в издании журнала «Вёрсты» (Париж, 1926—1928), в котором публиковались некоторые его произведения. С 1931 года публикация книг Ремизова почти совсем прекратилась. Его друзья и поклонники основали специальное небольшое издательство «Оплешник» в 1953 году, позволившее писателю издавать новые книги.
В конце жизни получил советское гражданство. Похоронен на кладбище Сент-Женевьев-де-Буа.
Жена (с 1903 года) — Серафима Павловна Ремизова-Довгелло (1876—1943), палеограф.

## Творчество
«Живой сокровищницей русской души и речи» называла его творчество Марина Цветаева. Его отличает чрезвычайно яркое и образное восприятие мира.
Первая публикация произведения А. М. Ремизова состоялась в 1902 году. Московская газета «Курьер» под псевдонимом «Н. Молдаванов» напечатала его «Плач девушки перед замужеством», восходящий к зырянскому фольклору.
В начале 1905 года он переехал в Петербург, где началась его настоящая литературная жизнь. В 1927 году в расширенном виде впервые опубликован рассказ «Иверень», Щеколдин Ф. И.. является одним из героев книги воспоминаний А. М. Ремизова. Первая глава имеет подзаголовок «Старец», как бы дающий стилевой камертон для изображения Щеколдина. Его образ рисуется Ремизовым в соответствии с каноном древнерусской агиографической литературы: «Фёдор Иванович Щеколдин кореня костромского и речь его округлая».
С 1921 года он находился в эмиграции: сначала в Берлине, затем в Париже. Что Алексей Михайлович был ещё и талантливым художником, известно не всем. Он рисовал всегда, на любом клочке бумаги. Каждое своё письмо или крохотную записку он непременно сопровождал каким-нибудь рисунком. В 1933 году в Праге экспонировалась выставка его рисунков.
Работами Ремизова-художника восхищались Марк Шагал, Василий Кандинский, Пабло Пикассо. В годы войны А. М. Ремизов вёл «графический дневник», в котором отражались сны, портреты современников и волновавшие его события.
В 1985 году был издан каталог выставки рисунков и рукописей Ремизова из собрания Томаса П. Уитни, которая проходила в Mead Art Museum Амхерстского колледжа, в городе Амхерст, штат Массачусетс, США.
Одна из ранних рукописных книг Ремизова — «Прощальный вечер Андрея Белого устроенный Алконостом в Волфиле 7/VII | 24/VI MCMXX: Лекция о кризисах и Англии в войну. [Пг.]: Обезьянья Великая и Вольная Палата, MCMXXI» на 14 ненумерованных листах в обложке, сделанной из рекламы чая, хранящаяся в Российском государственном архиве литературы и искусства (РГАЛИ, Москва), была воспроизведена в сборнике Les gardiens des livres, подготовленном Софи Бенеш и выпущенном в Париже в издательстве «Editions Interferences» в 1994 году.
В 2013 году архив А. М. Ремизова, который сохранила во Франции Наталья Викторовна Резникова (1902—1992), был приобретен у её наследников Министерством культуры России. 17 апреля 2013 года в Центральном выставочном зале «Манеж» (Москва) была открыта выставка «Алексей Ремизов. Возвращение» — более ста рисунков, аппликаций, рукописей, книг, документов и предметов из дома писателя. Каталог этой выставки издан не был. Сейчас архив Ремизова хранятся в Государственном Литературном музее (Москва).
В творчестве Ремизова особое место занимают сны. Его циклы снов таят в себе глубокий художественный синтез современных реалий и культурных традиций.

### Воспоминания современников
Художник Владимир Милашевский так описал облик писателя:
«Небольшой, чуть-чуть сгорбленный, он был своеобразен и типом своего лица <…> В его человеческой породе сквозили некие более древние „крови“, чем славянские <…> Тип лица Алексея Михайловича связывался с дремучими забытыми культурами, а может быть и тип психики».
Библиофил Глеб Чижов-Холмский вспоминал:
«На своём длительном жизненном пути мне приходилось встречаться со многими интересными, даровитыми и даже знаменитыми людьми, но я никого не встречал более чуткого и доброжелательного, чем Алексей Михайлович Ремизов».
Михаил Пришвин писал о фактической «ремизовской школе», что писателей — учеников, «которые у него поучились грамоте и пошли своей природной кондовой дорогой (Шишков, например), не перечесть. У Ремизова была любовно открыта дверь для всех, и валил валом к нему народ литературный, для всех тут была безвозмездная студия».
Писатель и публицист Иван Ильин так охарактеризовал творчество Ремизова:
«Вот мастер слова и живописец образов, художественный и духовный облик которого настолько своеобразен и необычен, что литературный критик, желающий постигнуть и описать его творчество, оказывается перед очень тонкой и сложной задачей. Ремизов как писатель не укладывается ни в какие традиционно-литературные формы, не поддается никаким обычным „категориям“; и притом потому, что он создает всегда и во всем новые, свои формы, а эти новые литературные формы требуют новых „категорий“ и, что ещё гораздо важнее, — требуют от читателя и от критика как бы новых душевных „органов“ созерцания и постижения».
Творчество Ремизова привлекало внимание деятелей французской интеллектуальной элиты 1940—1950-х годов. Его много переводили в это время на французский язык, он выступал по радио с чтением своих произведений, был вхож в литературные салоны, о его творчестве писали крупнейшие французские газеты.
Согласно понятиям Ремизова, лицо писателя и биографию писателя достойным образом способны воспроизвести лишь легенда о нём или сказка (Андрей Синявский. Литературный процесс в России).
Ремизов творил всю свою жизнь. Во многом его произведения являются автобиографичными. Он говорит в «Учителе музыки», что «в каждом человеке не один человек, а много разных людей». А когда его биограф, Н. Кодрянская, спросила писателя о его многоликости, — «Алексей Михайлович даже не удивился моему вопросу, а весело воскликнул: „Да ведь они все между собой перекликаются!“»
Внутреннее единство всех «ликов» в которых является нам Ремизов или их перекличка достигаются у Алексея Ремизова в значительной мере благодаря сквозному сказочному сюжету его жизни и творчества, принятому за основу.
«Ещё в детстве Ремизову дали прозвище „пустая голова“, и оно прилепилось к нему до конца дней. Перед нами вариация сказочного дурака, который в свою очередь представляет собой вариацию „бедного человека“, всеми презираемого, а вместе с тем избранника сказки, самого ею любимого», пишет А. Д. Синявский.

### Стиль
Его проза, тематически чрезвычайно многосторонняя, содержит элементы символизма (сгущение, уплотнение) и экспрессионизма (чрезмерность, преувеличение). Кроме средств народной поэзии, как, например, повторы и чётко выраженная ритмизация, у Ремизова можно встретить и остранение посредством стилизации устной речи (сказа), вложенного в уста вымышленного персонажа. В языке Ремизова сочетаются привязанность к древним формам русского языка и стремление к обновлению поэтических средств; он использует также элементы языка русских книг XVII века, равно как диалектальную и народную лексику; при этом Ремизов неукоснительно отказывается от европейских заимствований.

### Особенности прозы
Для Ремизова характерна фрагментарная композиция, соединение разрозненных эпизодов произведения — бессюжетная проза. Сюжетный стержень повествования слабо ощущается, основные события затушевываются, место обобщающего изложения занимает показ частных эпизодов или деталей быта. Члены изображаемого общества, как правило, лишены внутренней связи друг с другом, они живут в одиночном заключении; здесь «человек человеку — бревно». Подобная фрагментарность реализуется и в циклах миниатюр и в жанре «tableaux» — «лит-х картинок» — религиозных, для детей, сновидений («С очей на очи», «Кузовок», «Бредовая доля», циклы в сб. «Трава-мурава», «Посолонь» и др.).
О своей литературной родословной Ремизов говорил: «…Сказочное во мне пробудили Л. Тик и Гофман… Лирическое от Марлинского… От Лескова апокриф и та теплота сердца, которой обвеяны его рассказы. Театр — Островского, но через Добролюбова, поверхностного, и Ап. Григорьева. От Достоевского — боль, горечь жизни. От Толстого — беспощадная правда».

### Произведения
Ремизову принесли известность его сказки и «импрессионистские» романы и повести, — прежде всего, сборники «Посолонь» (1907), «Докука и балагурье» (1914), романы и повести «Пруд» (1905), «Часы» (1908), «Пятая язва» (1912), «Крестовые сёстры» (1910). В эмиграции Ремизов в основном писал беллетризованные мемуары, самые известные из которых — «Взвихрённая Русь. Дневник 1917—1921 гг.» (1927). Ремизову также принадлежит ряд драматургических произведений («Бесовское действо», «О Иуде, принце Искариотском»). Все они вошли в академическое издание Собрания сочинений, вышедшее в 2000—2004 годах.
Следующим образом Александр Куприн отзывался о Ремизове в рецензии на роман «Часы»:
Из всех представителей крайнего импрессионизма в современной русской литературе Ремизов, пожалуй, самый крайний. Он не представляет себе явлений действительной жизни иначе как сквозь какое-то зловещее, уродливое, фантастическое и таинственное стекло... Ремизов же искренен до наивности, он ворожит, нашептывает, приговаривает и лепечет странные пугающие слова с полной несокрушимой верой... Ремизов заранее намечает только пять-шесть действующих персонажей, а они уже сами делают и говорят все, что им заблагорассудится, и автор лишь время от времени вплетает в их сумбурную, бредовую жизнь свои заклинания и молитвы... Ремизов отрывист, повторяется, выражается путано и загадочно, эпизоды у него неправдоподобны, но он владеет тайной странного очарования, возбуждающего в читателе ужас, брезгливость, тоску и те кошмарные грезы, которые владели нами в детстве, во время лихорадок... Многое остается окончательно непонятным читателю — до такой степени индивидуальна манера письма Ремизова, но, может быть, он нарочно прибегает к ней, потому что не менее темна и бессмысленна жизнь вызванных им привидений с искаженными лицами.
В годы Первой мировой войны (1914—1918 гг.) Ремизов пишет роман «Плачужная канава». В нём представлена картина тотального разрушения социальных, политических, моральных ценностей современности. Отрывки романа публиковались в 1923—1926 годах, а полностью он был опубликован лишь в 1991 году. Одним из его особенностей является экспериментальная «коллажная» техника.
В сборника сказок «Посолонь» и «Лимонар» Ремизов как бы выдвигает свою собственную альтернативу декадентскому началу в искусстве, что было созвучно исканиям «младших символистов». Его вариант преодоления эгоцентрических тенденций в литературе оказывается близким концепции соборности искусства Вяч. Иванова.
В своих драматургических произведениях Ремизов наиболее отчётливо реализовал исповедуемую им «необарочную» поэтику, позволяющую совместить фарс и трагедию, низменно-животное и возвышенно-духовное, «серафическое», инвективы к вечности и злободневные намёки. Последняя пьеса — «Царь Максимилиан» (1919) — стилевая переработка нескольких фольклорных вариантов — ещё один акт преклонения писателя перед народным творчеством.
«Взвихрённая Русь» — первая книга автобиографической эпопеи Ремизова, которая заняла основное место в его эмигрантском творчестве и в которой писатель охватил свою жизнь, — «Иверень» (1897—1905), «Петербургский буерак» (1905—1917), «Взвихрённая Русь» (1917—1921), «Учитель музыки» (1923—1939), «Сквозь огонь скоробей» (1940—1943). Автобиографическая проза Ремизова во многом отличается от привычных форм данного жанра: реальные факты переплетены с авторской фантазией, композиция не линейно-хронологична, а мозаично-последовательна, подчинена лирическому импульсу.
В последних книгах писателя переосмысливаются наиболее значительные памятники нескольких тысячелетий русской и мировой культуры («Тристан и Изольда», «Савва Грудцын», «Круг счастия», «Павлиньим пером» и др.). Важнейшей темой для понимания связей Ремизова с русским и европейским авангардом явилась тема снотворчества. Она выразилась в двух книгах: «Мартын Задека» и «Огонь вещей». Последняя-это своеобразное эстетическое завещание — уникальное «гипнологическое» исследование русской литературы как бы замыкает литературно-философскую эссеистику «серебряного века», посвящённую русской классике.
Собрание сочинений Ремизова (1910—1912) показало целостность художественного мира писателя, парадоксально соединившего в себе балагура и сказочника, изобретателя кошмара и ужаса повседневной действительности. Соединение двух сторон бытия было принципиально для Ремизова, который писал о центральной теме своего творчества: «Страды мира, беда человеческой жизни — как трудно жить на свете! Люди со средствами и те, что обречены на нищету, они одинаково тяготятся жизнью. А другая сторона — смешная».

## Произведения

### Романы
- Пруд (1905, вторая редакция — 1907, третья — 1911)
- Часы (1908)
- Плачужная канава (1914—1918)

### Повести
- Неуёмный бубен (1910)
- Крестовые сёстры (1910)
- Пятая язва (1912)

### Рассказы
- Чёртик (1907)
- Жертва (1909)
- Галстук (1922)

### Сборники сказок
- Лимонарь (1907)
- Посолонь (1907)

### Пьесы
- Бесовское действо (1907)
- Трагедия о Иуде, принце Искариотском (1908)
- Действо о Георгии Храбром (1910)
- Царь Максимилиан (1919)
- Царь Додон (1921)

### Дневники, автобиография, письма, публицистика
- Слово о погибели русской земли (1917)
- Россия в письменах (1922)
- Кукха. Розановы письма (1923)
- Взвихрённая Русь. Дневник 1917—1921 гг. (1927)
- В розовом блеске (1952)
- Сила Руси (1911)

## Адреса в Санкт-Петербурге
- 1906 — 5-я Рождественская, 38, кв. 2
- 1908 — Малый Казачий переулок, 9, кв. 34
- 1911-1913 — Таврическая, 3-в (7), кв. 23
- 1916 — Песочная, 8, кв. 3
- 1917 — В. О., 14 линия, 31, кв. 48
- 1920 — Троицкая, 4, кв. 1

## Адреса в Париже
- 1924 — 120 бис авеню Моцарт (фр. 120 bis Avenue Mozart), 16-й округ
- 1932 — 3 бис авеню Жан Баптист Клеман (фр. 3 Bis Av. Jean Baptiste Clement), Булонь-Бийанкур
- 1933 — 11 бульвар Порт-Руаяль (фр. 11 Boulevard de Port-Royal), 5-й округ
- 1933-1957 — 7 улица Буало (фр. 7 rue Boileau), 16-й округ